# Haplocheira barbimana
Haplocheira barbimana is een vlokreeftensoort uit de familie van de Corophiidae. De wetenschappelijke naam van de soort is voor het eerst geldig gepubliceerd in 1879 door George Malcolm Thomson. De soort werd ontdekt nabij Nieuw-Zeeland.